# Чаммальикелла, Аарон
Аарон Чаммальикелла (итал. Aaron Ciammaglichella; родился 26 января 2005 года, Турин, Италия) — итальянский футболист, полузащитник «Торино».

## Клубная карьера
С 4 лет в академии «Торино». За клуб дебютировал 25 августа 2024 года в матче против «Аталанты».

## Карьера в сборной
Имеет право выступать за сборную Италии и Эфиопии.
За итальянскую сборную до 15 лет сыграл 2 матча, где забил гол. В составе сборной Италии до 17 лет провёл 9 игр (в том числе четыре из них — на чемпионате Европы 2022 года), где забил 2 мяча. В сборной до 18 лет сыграл 5 матчей, где забил гол. За сборную Италии до 19 лет сыграл 14 матчей. Вместе с командой играл на чемпионате Европы 2024 года; Чаммальикелла провёл 3 игры, где отдал одну голевую передачу.

## Личная жизнь
Родился в семье Катии, туринки сицилийского и апулийского происхождения, и Маттия Чаммальикелла, эфиопо-ямайского происхождения. Имеет прозвище «Чамма».

## Стиль игры
Центральный полузащитник, который может сыграть на многих позициях (треквартиста, ложная девятка) в схемах как с тремя, так и с двумя полузащитниками. Обладает хорошим видением поля и умеет как и создавать атаки, так и их завершать.